# Breaking at the Edge
Breaking at the Edge és una pel·lícula estatunidenca de terror i suspens de 2013, dirigida per Predrag Antonijevic i escrita per Jake Kennedy i Nissar Modi. Musicalitzada per Tony Morales i Edward Rogers, en la fotografia va ser-hi Steve Mason. Els protagonistes són Rebecca Da Costa, Milo Ventimiglia i Andie MacDowell, entre d'altres. El film va ser produït per Cinemarket Films, TinRes Entertainment i Vitamin A Films. S'ha doblat al català.
El llargmetratge tracta sobre una entitat sobrenatural que assetja a una dona encinta, que té por que li pugui passar alguna cosa al seu fill.